# Championnats du monde de lutte 2024
Navigation
Édition précédente Édition suivante
Les Championnats du monde de lutte 2024 se déroulent du 28 au 31 octobre 2024 à Tirana, en Albanie. La compétition concerne des poids non olympiques car elle se déroule la même année que les Jeux olympiques d'été de 2024, les athlètes présents aux jeux ne peuvent d'ailleurs pas y participer.
Le site accueille juste avant le championnat du monde de lutte U23.

## Programme
Légende : (GR) Lutte gréco-romaine, (LF) Lutte libre féminine, (LM) Lutte libre masculine.

Les horaires sont donnés en (UTC+2:00)
| Date                | Heure       | Événement                                                                                        |
| ------------------- | ----------- | ------------------------------------------------------------------------------------------------ |
| Lundi 28 octobre    | 10:30–14:30 | Tours préliminaires — GR 55kg, 63 kg, 72 kg, 82 kg                                               |
| Lundi 28 octobre    | 17:00–17:45 | Demi-finales — GR 55 kg, 63 kg, 72 kg, 82 kg                                                     |
| Mardi 29 octobre    | 10:30–14:30 | Tours préliminaires — LF 55 kg, 59 kg, 65 kg, 72 kg ; Repêchages — GR 55 kg, 63 kg, 72 kg, 82 kg |
| Mardi 29 octobre    | 17:00–17:45 | Demi-finales — LF 55 kg, 59 kg, 65 kg, 72 kg                                                     |
| Mardi 29 octobre    | 18:00–21:00 | Finales — GR 55 kg, 63 kg, 72 kg, 82 kg                                                          |
| Mercredi 30 octobre | 10:30–15:00 | Tours préliminaires — LM 61 kg, 70 kg, 79 kg, 92kg ; Repêchages — LF 55 kg, 59 kg, 65 kg, 72 kg  |
| Mercredi 30 octobre | 17:00–17:45 | Demi-finales — LM 61 kg, 70 kg, 79 kg, 92 kg                                                     |
| Mercredi 30 octobre | 18:00–21:00 | Finales — LF 55 kg, 59 kg, 65 kg, 72 kg                                                          |
| Jeudi 31 octobre    | 16:30–17:30 | Repêchages — LM 61 kg, 70 kg, 79 kg, 92 kg                                                       |
| Jeudi 31 octobre    | 18:00–20:30 | Finales — LM 61 kg, 70 kg, 79 kg, 92 kg                                                          |

## Tableau des médailles
- Pays organisateur (Albanie)

| Rang  | Nation      | Or | Argent | Bronze | Total |
| ----- | ----------- | -- | ------ | ------ | ----- |
| 1     | Japon       | 4  | 1      | 1      | 6     |
| 2     | Azerbaïdjan | 3  | 0      | 0      | 3     |
| 3     | Kazakhstan  | 1  | 2      | 0      | 3     |
| 4     | Russie      | 1  | 1      | 3      | 5     |
| 5     | Géorgie     | 1  | 1      | 2      | 4     |
| 6     | Iran        | 1  | 1      | 1      | 3     |
| 7     | Chine       | 1  | 1      | 0      | 2     |
| 8     | France      | 0  | 1      | 1      | 2     |
| 8     | Mongolie    | 0  | 1      | 1      | 2     |
| 8     | Roumanie    | 0  | 1      | 1      | 2     |
| 8     | Turquie     | 0  | 1      | 1      | 2     |
| 12    | Hongrie     | 0  | 1      | 0      | 1     |
| 13    | États-Unis  | 0  | 0      | 4      | 4     |
| 14    | Slovaquie   | 0  | 0      | 2      | 2     |
| 15    | Allemagne   | 0  | 0      | 1      | 1     |
| 15    | Arménie     | 0  | 0      | 1      | 1     |
| 15    | Biélorussie | 0  | 0      | 1      | 1     |
| 15    | Inde        | 0  | 0      | 1      | 1     |
| 15    | Serbie      | 0  | 0      | 1      | 1     |
| 15    | Tadjikistan | 0  | 0      | 1      | 1     |
| 15    | Tchéquie    | 0  | 0      | 1      | 1     |
| Total | Total       | 12 | 12     | 24     | 48    |

## Résultats

### Lutte libre hommes
| Catégorie | Or                   | Argent             | Bronze                       |
| --------- | -------------------- | ------------------ | ---------------------------- |
| 61 kg     | Masanosuke Ono       | Ahmet Duman        | Tseveensürengiin Tsogbadrakh |
| 61 kg     | Masanosuke Ono       | Ahmet Duman        | Vito Arujau                  |
| 70 kg     | Nurkozha Kaipanov    | Yoshinosuke Aoyagi | Inalbek Sheriev              |
| 70 kg     | Nurkozha Kaipanov    | Yoshinosuke Aoyagi | Abdulmazhid Kudiev           |
| 79 kg     | Avtandil Kentchadze  | Magomed Magomaev   | Mohammad Nokhodi             |
| 79 kg     | Avtandil Kentchadze  | Magomed Magomaev   | Achsarbek Gulajev            |
| 92 kg     | Abdulrashid Sadulaev | Miriani Maisuradze | David Taylor                 |
| 92 kg     | Abdulrashid Sadulaev | Miriani Maisuradze | Batyrbek Tsakulov            |

### Lutte gréco-romaine hommes
| Catégorie | Or                  | Argent               | Bronze          |
| --------- | ------------------- | -------------------- | --------------- |
| 55 kg     | Eldaniz Azizli      | Pouya Dadmarz        | Denis Mihai     |
| 55 kg     | Eldaniz Azizli      | Pouya Dadmarz        | Emin Sefershaev |
| 63 kg     | Nihat Mammadli      | Yerzhet Zharlykassyn | Karen Aslanyan  |
| 63 kg     | Nihat Mammadli      | Yerzhet Zharlykassyn | Sadyk Lalaev    |
| 72 kg     | Ulvu Ganizade       | Ibrahim Ghanem       | Ali Arsalan     |
| 72 kg     | Ulvu Ganizade       | Ibrahim Ghanem       | Otar Abuladze   |
| 82 kg     | Mohammad Ali Geraei | Erik Szilvássy       | Ahmet Yılmaz    |
| 82 kg     | Mohammad Ali Geraei | Erik Szilvássy       | Gela Bolkvadze  |

### Lutte libre femmes
| Catégorie | Or           | Argent                  | Bronze            |
| --------- | ------------ | ----------------------- | ----------------- |
| 55 kg     | Moe Kiyooka  | Zhang Jin               | Tatiana Debien    |
| 55 kg     | Moe Kiyooka  | Zhang Jin               | Iryna Kurachkina  |
| 59 kg     | Risako Kinjo | Sükheegiin Tserenchimed | Mansi Ahlawat     |
| 59 kg     | Risako Kinjo | Sükheegiin Tserenchimed | Elena Brugger     |
| 65 kg     | Long Jia     | Kateryna Zelenykh       | Macey Kilty       |
| 65 kg     | Long Jia     | Kateryna Zelenykh       | Miwa Morikawa     |
| 72 kg     | Ami Ishii    | Zhamila Bakbergenova    | Adéla Hanzlíčková |
| 72 kg     | Ami Ishii    | Zhamila Bakbergenova    | Kylie Welker      |